# Madlax
Madlax (jap. マドラックス, Madorakkusu) ist eine Anime-Fernsehserie, die vom Studio Bee Train und Regisseur Kōichi Mashimo produziert und im Jahr 2004 erstmals in Japan ausgestrahlt wurde.
Die Serie erzählt die Geschichte zweier junger Frauen, die auf den ersten Blick nichts gemeinsam haben, noch sich zu Beginn kennen. Die Titelheldin Madlax ist eine Agentin und Auftragskillerin, die in einem von Bürgerkrieg verseuchten Land namens Gazth-Sonika agiert. Die andere Protagonistin ist Margaret Burton, eine reiche Erbin, die in dem friedlichen europäisch wirkenden Land Nafrece lebt. Zwölf Jahre vor Beginn der Haupthandlung hat sie einen Flugzeugabsturz in Gazth-Sonika überlebt, kann sich aber seither an nichts außer dem Wort „Madlax“ erinnern. Dies verbindet die beiden, als sie die Aufmerksamkeit der kriminellen Organisation Enfant auf sich ziehen.

## Handlung

### Vorgeschichte
Im Jahre 1999 bricht in dem Land Gazth-Sonika bei dem Versuch, die totalitäre Regierung zu stürzen, ein Bürgerkrieg aus. Mit Schuld an diesem Gewaltausbruch ist Friday Monday, der mit Hilfe der drei heiligen Bücher (Firstari, Secondari und Thirstari) ein okkultes Ritual durchführt. Ziel dieses Rituals ist es, die inneren moralischen Sperren der Menschheit zu lösen und somit die Welt ins Chaos zu stürzen. Dabei kommt ihm allerdings ein abstürzendes Flugzeug, in dem sich Margaret befindet, in den Weg. Bei dem Absturz kommen alle Insassen einschließlich Margaret Burtons Mutter ums Leben. Die einzigen Überlebenden sind Margaret und ein anderer Junge namens Poupée.
Die beiden irren anschließend durch die Kampfzone und treffen dabei auf Friday Monday und Margarets Vater. Ihr Vater, ein ranghohes Mitglied des Militärs, steht allerdings vollkommen unter dem Einfluss von Friday und ist bereit, seine eigene Tochter zu töten. Poupée versucht, Margaret zu beschützen und wird getötet. In Notwehr erschießt Margaret ihren eigenen Vater. Beeinflusst von der Magie der Bücher und um der furchtbaren Wahrheit zu entfliehen, dass sie eine Vatermörderin ist, teilt sich Margaret in drei Persönlichkeiten. Dies sind Madlax, Margaret und Laetitia.

### Hauptgeschichte
Im Jahre 2011 agiert die Sündenträgerin Madlax als Einzelkämpferin in Gazth-Sonika, während die unschuldige Margaret Ruhe und Frieden in Nafrece genießen darf und die Gedächtnishalterin Laetitia nur in einer parallelen Welt, zusammen mit Poupée, existiert. Sowohl Madlax als auch Margaret haben keinerlei Erinnerung an diese Geschehnisse. Nur Laetitia und Poupée wissen was passiert ist, können dies jedoch niemandem mitteilen. Allerdings sind sie immer wieder Bestandteil der Träume und Visionen von Margaret. Poupée ist der Gedächtnishalter von Carrossea Doon, der ebenfalls sein Gedächtnis verlor und nun für Friday Mondays Verbrecherorganisation Enfant arbeitet.
Ein Buch mit unbekannten Schriftzeichen, das Margaret angeblich von ihrem Vater bekommen hat, zieht bald die Aufmerksamkeit Enfants auf sich. Aber auch Margaret beginnt mit Nachforschungen über die Herkunft des Buchs und findet heraus, dass dessen Ursprünge in Gazth-Sonika liegen. Enfants besten Geheimagenten, Carrossea Doon, gelingt es, Margaret aufzustöbern. Er weist jedoch seine Vorgesetzten in eine falsche Richtung – zu Madlax, die Enfant schon mehrmals in Gazth-Sonika in die Quere gekommen ist. Währenddessen entdeckt Margarets ehemalige Lehrerin Vanessa Rene, dass ihr derzeitiger Arbeitgeber, Bookwald Industries, den Bürgerkrieg in Gazth-Sonika insgeheim unterstützt, indem er beide Seiten mit Waffen ausrüstet und selbst eine Abteilung der Enfant ist. Ihre Ermittlung führt sie nach Gazth-Sonika, wo sie Madlax als ihre Leibwächterin anheuert. Zusammen entdecken die beiden Frauen Informationen, die beweisen, dass Enfant den Krieg inszeniert hat. Allerdings ist Enfant den beiden auf den Fersen, wodurch sie zum Untertauchen gezwungen sind. Als Margaret dies erfährt, reist sie sofort nach Gazth-Sonika, in der Hoffnung, Vanessa rechtzeitig finden und helfen zu können. Begleitet wird sie von ihrem Dienstmädchen Elenore Baker und Carrossea Doon. Carrossea ist vor allem durch seine Arbeitsbeziehung mit Vanessa Rene und wegen seiner Zuneigung zu Margaret an der Aktion beteiligt.
Schließlich treffen sich Madlax und Margaret und entscheiden sich, gemeinsam die Mystikerin Quanzitta Marison in Gazth-Sonika aufzuspüren, die angeblich etwas über den Krieg, Margarets Buch und die Verwicklung Enfants wissen soll. Lady Quanzitta erzählt von Enfants Plan, die gesamte Welt in einen totalen Krieg zu stürzen. Sie offenbart ihnen, dass Friday Monday übernatürliche Kräfte besitzt, die in Verbindung mit den drei heiligen Büchern stehen, von denen sich eines, das Secondari, in Margarets Besitz befindet. Margaret verwendet ihre eigenen übernatürlichen Fähigkeiten und die ihres Buches, um ihre Erinnerungen zurückzubekommen. Carrossea unterstützt sie dabei und fordert trotz Quanzittas Warnungen, dies nicht zu tun, als Gegenleistung, dass auch er seine Erinnerungen wiedererlangt. Er findet heraus, dass er tatsächlich bereits seit zwölf Jahren tot ist und nur durch die Kraft seines Willens, seine geliebte Margaret zu beschützen, weiterexistieren konnte. Carrossea verschwindet und Margaret bricht das Ritual ab, bevor ihre eigenen Erinnerungen ebenfalls zurückkehren. Dabei verliert sie das Bewusstsein und wird von Monday gefangen genommen, der beabsichtigt, seine eigenen Ziele mit Hilfe ihrer Fähigkeiten zu erreichen.
Während Margaret und Carrossea ihr Ritual durchführen wird Madlax von ihrer Erzfeindin Limelda Jorg angegriffen. In dem Feuergefecht tötet Limelda versehentlich Vanessa Rene, was Madlax ihres Lebenswillens beraubt. Allerdings können Elenore und Quanzittas Dienerin Nakhl ihr helfen, aus der Depression zu entkommen, und überzeugen sie, Margaret zu retten. Als sie zu dritt das Hauptquartier Enfants stürmen, wird auch Elenore getötet und Margaret, die mittlerweile vollkommen unter Mondays Kontrolle steht, schießt auf Madlax. In dem Glauben, dass sie tot ist, fängt Monday das Ritual von 1999 von vorne an. Aber dabei entkommt Margaret Mondays Bewusstseinskontrolle und ihre Erinnerungen an den Vatermord, den sie vor zwölf Jahren begangen hat, kehren in dem Moment zurück.
Nach dieser Enthüllung erscheint Madlax, schießt Monday nieder und schlägt Margaret vor, mit ihr wieder eine Person zu werden, dem auch Laetitia zustimmt. Margaret vereint aber ihre drei Persönlichkeiten nur, um das Ritual rückgängig zu machen, das sie zuvor mit Monday durchgeführt hat, um die Welt wieder vor dem Wahnsinn zu befreien. Am Ende teilt sie sich erneut in ihre drei Persönlichkeiten, weil sie glaubt, nach zwölf Jahren nicht mehr das Recht zu besitzen, für ihre anderen Persönlichkeiten zu entscheiden.

## Charaktere
Laut Komponistin Yuki Kajiura sind alle Charaktere in Madlax unter anderem als Meilensteine für die innere Entwicklung Margaret Burtons (マーガレット・バートン, Māgaretto Bāton) zu sehen, die eines der wichtigsten Themen der Serie ist. Am Anfang ist Margaret eine schläfrige, ungeschickte Schülerin, die unter Amnesie leidet und sich vollkommen auf die Fürsorge ihres hingebungsvollen Dienstmädchens Elenore Baker (エリノア・ベイカー, Erinoa Beikā) verlassen muss. Elenore ist ein Wunderkind und hat ihren Schulabschluss vorzeitig geschafft. Nun widmet sie ihre ganze Zeit ihrer „Miss“, was oft sehr sinnvoll ist, denn die zerstreute Margaret scheint überall in Schwierigkeiten zu geraten. Eine weitere Person, die sich um Margaret kümmert, ist Vanessa Rene (ヴァネッサ・レネ, Vanessa Rene), eine nette, willensstarke Frau, die einst ihre Privatlehrerin war und jetzt als Managerin bei Bookwald Industries (ブッグワルド, Bugguwarudo) arbeitet.
Vanessa ist diejenige, die die beiden Hauptpersonen der Serie zusammenbringt, als sie nach Gazth-Sonika fährt und dort Madlax (マドラックス, Madorakkusu) als ihre Leibwächterin anheuert. Obwohl Madlax die effizienteste Agentin im ganzen Land ist, verbirgt sich hinter der Fassade eine traurige Lebensgeschichte. Genau wie Margaret kann sie sich an nichts aus ihrer Vergangenheit erinnern, bis auf das Wort „Madlax“ (das sie zu ihrem Codenamen gemacht hat) und ein vages Bild von ihrem Vater, den sie eines Tages wiederzusehen hofft. Ihre übernatürlichen Kampffähigkeiten werden zunehmend wertvoller, als Vanessas Erkundigungen über die Kriegsgründe Gazth-Sonikas, die bis dahin zu Unrecht der diplomatischen Unfähigkeit ihres Vaters zugeschrieben wurden, die Aufmerksamkeit eines mächtigen, kriminellen Netzwerks namens Enfant (アンファン, Anfan; franz. Kind) erweckt.
Der geheimnisvolle, maskierte Anführer von Enfant, der ausschließlich Friday Monday (フライデー・マンデー, Furaidē Mandē) genannt wird, ist im Stande, alle Informationswege auf der Welt zu kontrollieren. Er befehligt eine Armee von Agenten, seine obskuren Ziele durchzusetzen, in die unter anderem auch Margaret und Madlax verwickelt sind. Einer dieser Agenten ist seine rechte Hand Carrossea Doon (カロッスア・ドゥーン, Karossua Dōn), der aber oftmals vor den Augen Mondays seine eigenen Ziele verfolgt. Carrossea versucht, das Vertrauen von Margaret Burton zu gewinnen, die er eigentlich nur beobachten soll. Er fühlt sich von ihr sogar auf geheimnisvolle Weise angezogen. Eine weitere Agentin Enfants ist Limelda Jorg (リメルダ・ユルグ, Rimeruda Yurugu), ein Unterleutnant der königlichen Garde von Gazth-Sonika und eine hervorragende Scharfschützin, die zu Madlax eine zunehmend verbitterte Rivalität entwickelt.

## Konzeption
Im ersten Teil der Serie werden die Geschichten von Margaret und Madlax getrennt erzählt. Erst nachdem die Charaktere aufeinandergetroffen sind, entsteht ein gemeinsamer Handlungsstrang. Eines der wichtigsten Themen von Madlax sind die Ursachen und Auswirkungen von Gewalt und Krieg auf das Leben der Charaktere. Die ersten Folgen stellen das ruhige Nafrece (ナフレス, Nafuresu) und das vom Bürgerkrieg zerrüttete Gazth-Sonika (ガザッソニカ, Gazassonika) dar. Dabei ist „Nafrece“ ein Anagramm von „France“ (dt. Frankreich), während „Gazth-Sonica“ teilweise mit den gleichen Kana wie „Gazastreifen“ geschrieben wird.
Später verlagert sich die gesamte Geschichte in die Kampfzone und konzentriert sich auf die Hauptcharaktere und ihre Leiden. So schlägt beispielsweise die Scharfschützin Limelda Jorg einen Pfad ein, der nicht einfach nachzuvollziehen ist, aber doch einen Sinn ergibt, wenn berücksichtigt wird, dass Limelda in einem vom Bürgerkrieg erschütterten Land aufgewachsen ist. Denn obwohl sie ein innerlich friedlicher Mensch ist, hat sie das Bedürfnis, Madlax mit allen Mitteln zu töten, da diese ihren bisherigen Vorgesetzten erschoss. Dabei ignoriert Limelda mehr und mehr die Vorschriften des Militärs und entwickelt während der Auseinandersetzungen sogar ein freundschaftliches Verhältnis zu Madlax.
In der zweiten Hälfte der Serie werden die wahre Natur und Begehren der Menschheit erörtert: der wahnsinnige Bösewicht Friday Monday ist davon überzeugt, dass der Mensch ein inhärent destruktives, chaotisches Wesen ist, das immer zum Töten bereit ist. Um dies zu beweisen, versucht er, die „tiefsten Wünsche der Menschen“ zu erfüllen, indem er einen vernunftwidrigen weltweiten Krieg anfängt. Mondays Gegenpol ist Madlax, die seine Pläne letztendlich durchkreuzt und von Margaret Burton als „gutherzige Mörderin“ bezeichnet wird. Trotz ihrer blutgetränkten Lebensweise schafft es Madlax, stets eine liebenswürdige und empathische Persönlichkeit zu bleiben. Sie verkörpert somit die „wahre Natur des Menschen“, nach welcher Monday erfolglos sucht und die er am Schluss nicht akzeptieren kann. Die endgültige Schlussfolgerung zieht Margaret Burton: die Welt und die Menschen tragen sowohl das Gute als auch das Böse in sich und es ist allein ihre Entscheidung, welche Seite sie annehmen wollen.
Andererseits wird Madlax als eine Geschichte der Suche Margaret Burtons nach ihrer psychologischen Identität gedeutet. Aufgrund der ihr als Komponistin bekannten Hintergrundgedanken hat Yuki Kajiura folgende Interpretation aufgestellt: Auf der Suche nach ihrer 1999 vergessenen Identität begegnet Margaret verschiedenen Charakteren (Türhütern). Sie lernt ihre entsprechenden Lebensweisen (Türen) kennen, um am Schluss ihre eigene Tür zu finden, die ihre neue Persönlichkeit ist.

## Entstehung und Veröffentlichungen
Der Titel Madlax ist ein Kofferwort, welches sich aus den zwei englischen Worten „mad“ (dt. wahnsinnig) und „relaxed“ (dt. entspannt) zusammensetzt. Der Regisseur Kōichi Mashimo wollte damit die Doppelseitigkeit des Menschen zum Ausdruck bringen. Nach seiner Vorstellung bilden die Animeserien Noir (2001), Madlax (2004) und El Cazador (2007) zusammen eine Trilogie im sogenannten Girls-with-Guns-Genre. Deshalb wurde Madlax von Anfang an thematisch so ähnlich konzipiert wie ihre Vorgängerserie.
Bereits 2002 hatte Mashimo den Produzenten von Noir, Shigeru Kitayama, zu sich eingeladen, um ihm eine neue Fernsehserie namens Madlax vorzustellen. Kitayama erweiterte Mashimos Ideen deutlich. Ihre endgültige Form hat die Geschichte aber erst angenommen, als Yōsuke Kuroda das Schreiben des Drehbuchs übernahm. Während des einen Jahres, das Kuroda benötigte, um die Drehbücher für alle 26 Folgen zu erstellen, wurde er ständig von Mashimo angeregt, seine eigenen originellen Ideen in den ursprünglichen Plot einzuarbeiten, was er gerne tat. Kuroda hat später gemeint, er sei so frustriert wegen der Stornierung seines letzten Werks gewesen, dass er sofort etwas „richtig extravagantes“ aus Madlax machen wollte, indem er so viele Genres wie nur möglich in der Serie vereinte. Weiterhin hat Mashimo nachher zugestanden, dass Kuroda und er auf die ungewöhnlichsten plot points (wie etwa die Verbindung zwischen Margaret und Madlax) teilweise in betrunkenem Zustand gekommen sind.
Im Vergleich zu Noir hat Madlax mehr Hauptcharaktere, unter anderem auch männliche, die in Noir praktisch nicht existieren. So war es aber nicht in der ursprünglichen Konzeption von Mashimo und Kitayama: „Madlax“, zum Beispiel, war Margaret Burtons Spitzname und Vanessas Kollege Charlie spielte eine viel größere Rolle in der Geschichte, ähnlich dem Mechaniker Speedy in Avenger. Nachdem Kuroda das Drehbuch umgeschrieben hatte, waren von den ursprünglichen Figuren nur die Namen übrig geblieben. Insgesamt drei Designer arbeiteten zusammen an den Charakteren: Satoshi Ōsawa, der eine große Rolle bei der Entstehung von Noir spielte, hat die Hauptheldinnen Margaret und Madlax entworfen; Minako Shiba beschäftigte sich mit den Agenten von Enfant samt Friday Monday und Carrossea Doon; und Satoko Miyachi war für die geheimnisvollen Charaktere, Laetitia und Poupee, verantwortlich.
Viele Seiyūs, die Madlax synchronisiert haben, nahmen auch an früheren Projekten von Bee Train teil, wie zum Beispiel Hōko Kuwashima und Aya Hisakawa, die Kirika Yūmura bzw. Chloe in Noir und Margaret Burton bzw. Limelda Jorg in Madlax synchronisiert haben. Andererseits hat Kotono Mitsuishi (Mireille Bouquet in Noir) eine sehr kleine Rolle bekommen (Margarets Mutter in Folge 21),
während die Titelheldin Madlax von Sanae Kobayashi synchrongesprochen wurde, die davor Mai Minase in .hack//Liminality spielte. Masashi Ebara (Friday Monday) hatte ebenfalls eine Hauptrolle in Liminality (Junichiro Tokuoka).

### Anime
Zum ersten Mal wurde Madlax auf TV Tokyo vom 5. April bis 27. September 2004, ab 01:30 bis 02:00 Dienstag nachts ausgestrahlt. Kurz vor dem Ende der Ausstrahlung hat ADV Films die Serie in Nordamerika und Europa lizenziert. ADV hatte vorher bereits die Lizenz auf Noir erworben und hatte längst Pläne gehabt, ihre Nachfolgerserie Madlax zu lizenzieren.
Die offizielle englische Übersetzung ist auf sieben DVDs ab 12. April 2005 bis 28. März 2006 erschienen und wurde ab 7. Februar 2006 auf Anime Network, einem amerikanischen Kabelfernsehkanal, ausgestrahlt, der ebenso wie ADV Films eine Tochtergesellschaft von A.D. Vision ist. Madlax war die erste Serie von ADV Films, deren Marketing teilweise über das Peer-to-Peer-Netzwerk BitTorrent erfolgte.
Madlax wurde bisher nur in Japan und den Vereinigten Staaten ausgestrahlt und auf DVD veröffentlicht.

#### Synchronsprecher
| Rolle           | Japanischer Sprecher (Seiyū) |
| --------------- | ---------------------------- |
| Margaret Burton | Hōko Kuwashima               |
| Madlax          | Sanae Kobayashi              |
| Vanessa Rene    | Satsuki Yukino               |
| Elenore Baker   | Ai Uchikawa                  |
| Friday Monday   | Masashi Ebara                |
| Carrossea Doon  | Toshiyuki Morikawa           |
| Limelda Jorg    | Aya Hisakawa                 |

#### Musik
Wie für viele andere Werke von Bee Train hat Yuki Kajiura, die von der Kritik gelobte Komponistin, die gesamte Musik von Madlax verfasst. Diese Serie war seit ihrer ersten Zusammenarbeit an Noir ihr fünftes gemeinsames Projekt mit Mashimo. Für die Fernsehserie wurden ein etwa 90-sekündiger Vorspann- und Abspanntitel sowie mehrere Zwischenlieder von Yuki Kajiura in Zusammenarbeit mit Yūka Nanri, die als Duett unter dem Namen FictionJunction YUUKA bekannt sind, aufgenommen.
Für die Serie wurde der Vorspann „Hitomi no Kakera“ (瞳の欠片, dt. „Die Splitter einer Pupille“) von Yuki Kajiura komponiert und von Yūka Nanri gesungen.
Zur Untermalung der einzelnen Szenen des Animes wurden unter anderem folgende Zwischenlieder verwendet:
- „nowhere“ (dt. „nirgendwo“) von Yuki Kajiura
- „I’m here“ (dt. „ich bin hier“) von Yuki Kajiura
- „Story begins“ (dt. „die Geschichte beginnt“) von Yuki Kajiura

Als Abspann der Fernsehserie wurde der Titel „Inside your heart“ (dt. „in deinem Herzen“), komponiert von Yuki Kajiura und gesungen von Yūka Nanri, verwendet.

### Franchises
MADLAX the Bible („Die Bibel von Madlax“) ist ein 95-seitiges Artbook zu der Serie, das am 21. Mai 2005 von Hobby Japan herausgegeben wurde. Abgesehen von farbigen und schwarzweißen Illustrationen enthält es Interviews mit den Autoren und Seiyūs sowie verschiedene zusätzliche Hintergrundinformationen über die Serie auf Japanisch. Das Artbook wurde nie außerhalb Japans veröffentlicht.
Madlax with Guns („Madlax mit Pistolen“) ist ein Modellbausatz, der eine Resinfigur von Madlax samt zwei SIG P210-Pistolen enthält.
In Japan bekamen Käufer der limitierten Auflage der ersten DVDs ein T-Shirt mit dem Madlax Logo geschenkt und die erste Auflage der Soundtrackalben enthielt Madlax-Mauspads.

### Musikveröffentlichungen
Der komplette Soundtrack wurde auf zwei CDs im Jahr 2004 veröffentlicht. Außerdem hat FictionJunction YUUKA zwei Singles produziert, die jeweils ein Vor- bzw. Nachspannlied, die Karaoke-Versionen davon, sowie ein Zwischenlied enthalten.
In dem Zwischenlied „nowhere“ gibt es den mehrmals wiederholten Refrain Yanmaani (ヤンマーニ, Yanmāni), dabei handelt es sich nicht um ein richtiges Wort, sondern eigentlich um eine sinnlose Tonfolge. Allerdings wurde, da das Lied immer während der Kampfszenen spielt, Yanmaani zum Running Gag unter den Fans der Serie: lautes Singen der Tonfolge symbolisiert die offensichtliche Unbesiegbarkeit von Madlax und viele halten das Wort für einen Zauberspruch, der die Titelheldin auf den Kampf vorbereitet, wie es im Magical-Girl-Genre üblich ist.

## Rezeption
In Gegensatz zur Anime-Fernsehserie Noir, die sehr schnell zum Erfolg in Japan, USA und Deutschland wurde, ist es der Serie Madlax nicht gelungen, vergleichbaren Ruhm zu erlangen. Sie weckte ein eher bescheidenes, wenn auch überwiegend positives Interesse bei den Anime-Kritikern. Von diesen wurde Madlax häufig für die Wiederverwendung der stilistischen Aspekte der Vorgängerserie kritisiert, z. B. für die Prämisse der Handlung, das Aussehen der Charaktere und den Musikstil. Andererseits wurde die Geschichte an sich gelobt und als viel besser zusammenhängend und konsequent empfunden, als es bei Noir der Fall war.
Dennoch unterscheidet sich Madlax in vielen Dingen von seinem Vorgänger, wie etwa dem Gebrauch von surrealistischen Konzepten, die mit psychologischen Thrillern assoziiert werden. Dies stünde in starkem Gegensatz zu dem überwiegend realistischen Noir.
Einer der Hauptgründe, warum die Serie kein großer Erfolg wurde, ist die behäbige Handlung zu Anfang der Serie. So waren für viele Kritiker und Zuschauer die ersten Folgen von Madlax zu langsam und langweilig, so dass viele die Serie Madlax aufgaben, bevor sie ihre eigentlichen Stärken zeigen konnte. Die unrealistischen Action-Szenen, besonders in den ersten Folgen, die oft als vollkommen lächerlich bezeichnet wurden, verstärkten diesen Effekt.
Ein Teil derselben Rezensenten bemerkte später jedoch, dass eine längere Exposition für den ungewöhnlichen Schluss der Serie erforderlich sei, der sie zu einem vollkommen selbstständigen Werk mache und sie von der Menge ähnlicher Arbeiten unterscheide.
Weitere Gründe, die für die relativ mittelmäßige Popularität der Serie genannt wurden, waren die Marktsättigung, die in der von Noir zum ersten Mal erforschten thematischen Nische nach drei Jahren eingetreten ist, das mangelnde Interesse unter den Fans der ersten Serie an einem „Noir-Remake“, und das ungewöhnliche Genregemisch in der Serie, von dem sich weder die Fans von mystischen Science-Fiction, noch die vom strengen Realismus à la Noir, richtig angesprochen fühlen könnten.
Trotzdem wird laut Aussage der Rezensenten die Handlung mit jeder neuen Folge spannender, obwohl manche von dem „pseudo-existentialistischen“ Ende enttäuscht waren. Gelobt wurde hingegen die größere Anzahl der sympathischen Hauptcharaktere,
besonderes der klar erkennbar männlichen Figuren (Monday, Carrossea, Oberst Burton), die in Noir so gut wie nicht präsent waren. Trotzdem wurden die Frauengestalten wesentlich detaillierter gezeichnet (bis zum Fanservice bei Madlax) als die gegnerischen männlichen Charaktere. Die hohe Animationsqualität der Serie bekam allgemeine Anerkennung. Auf der anderen Seite wurden die Szenen von Computernutzung und Hacking für mangelhaften Realismus kritisiert. Der Soundtrack von Madlax wäre nicht genauso innovativ wie der von Noir und manche Kritiker meinten, er sei eine Mischung aus Noir und .hack//Sign-Musik. Dennoch wurde seine Überlegenheit gegenüber anderen zeitnahen Werken allgemein anerkannt.
Wegen des implizierten lesbischen Inhalts wurde Madlax im Yuri-Fandom berühmt. Am suggestivsten in deren Sinne ist das Verhältnis zwischen Madlax, Vanessa Rene und Limelda Jorg, das teilweise die Dreiecksbeziehung zwischen Kirika Yuumura, Mireille Bouquet und Chloe aus Noir wiederholt. Die Beziehung zwischen Margaret und Madlax, die in dem Vorspann angedeutet wird, wird dagegen nie romantisch, und weiterhin gibt es in der Serie mehrere Hinweise auf eine gegenseitige heterosexuelle Zuneigung zwischen Margaret und Carrossea Doon.